# Guy Nattiv
Guy Nattiv (in ebraico גיא נתיב‎?; Tel Aviv, 24 maggio 1973) è un regista, sceneggiatore e produttore cinematografico israeliano.
Nel 2019 ha vinto l'Oscar al miglior cortometraggio con Skin.

## Biografia
Nel 2002, all'età di 28 anni, col suo cortometraggio di laurea alla scuola di cinema di Tel Aviv, Mabul, vince l'Orso di cristallo per il miglior cortometraggio al Festival di Berlino. Il suo corto seguente, Zarin, gli vale il premio del pubblico al Sundance Film Festival nel 2003 e viene trasformato quattro anni più tardi nel suo lungometraggio d'esordio omonimo.
Si fa notare nel 2018 col cortometraggio in lingua inglese Skin, sul tema del razzismo negli Stati Uniti d'America: il film ha vinto l'Oscar al miglior cortometraggio, rendendo Nattiv il secondo israeliano a vincere un premio Oscar (dopo il tecnico del suono di Gravity Niv Adiri nel 2014). Nattiv ha poi espanso l'idea del corto in un lungometraggio omonimo uscito lo stesso anno, con Jamie Bell nel ruolo di un naziskin dal corpo ricoperto di tatuaggi che si redime, ispirato alla storia vera di Bryon Widner.
Nel 2023 ha diretto Golda, film biografico su Golda Meir interpretato da Helen Mirren.
Lo stesso anno, ha firmato assieme a Zar Amir Ebrahimi la prima collaborazione di sempre tra un regista israeliano e iraniano col dramma sportivo Tatami.

## Vita privata
È sposato dal 2012 con l'attrice statunitense Jaime Ray Newman, con cui ha due figlie.

## Filmografia

### Cortometraggi
- Mabul (2002)
- Zarin (2003)
- Offside (2006)
- Dear God (2014)
- Skin (2018)
- Life, Unexpected – documentario (2021)

### Lungometraggi
- Zarin (2007)
- Mabul (2010)
- Ha'ben shel Elohim (2014)
- Skin (2018)
- Golda (2023) - solo regista
- Tatami - Una donna in lotta per la libertà (Tatami) (2023)

## Riconoscimenti
- Premio Oscar
  - 2019 – Miglior cortometraggio per Skin
- Festival di Berlino
  - 2002 – Orso di cristallo per il miglior cortometraggio per Mabul
- Festival di Venezia
  - 2023 – Premio Brian dell'UAAR per Tatami